# Tollsvattnet
Tollsvattnet är en sjö i Färgelanda kommun i Dalsland och ingår i Örekilsälvens huvudavrinningsområde. Sjön har en area på 0,135 kvadratkilometer och ligger 119,6 meter över havet.

## Delavrinningsområde
Tollsvattnet ingår i det delavrinningsområde (650165-128432) som SMHI kallar för Utloppet av Nyckelvattnet. Medelhöjden är 134 meter över havet och ytan är 14,58 kvadratkilometer. Det finns ett avrinningsområde uppströms, och räknas det in blir den ackumulerade arean 38,98 kvadratkilometer. Lillån som avvattnar avrinningsområdet har biflödesordning 3, vilket innebär att vattnet flödar genom totalt 3 vattendrag innan det når havet efter 39 kilometer. Avrinningsområdet består mestadels av skog (73 procent). Avrinningsområdet har 2,99 kvadratkilometer vattenytor vilket ger det en sjöprocent på 20,5 procent.